# Tomás Luis De Victoria
Tomás Luis de Victoria (n. 1548, Ávila, Castilia și León, Spania – d. 27 august 1611, Madrid, Madrid⁠(d), Spania) a fost unul din cei mai de seamă compozitori spanioli din secolul al XVI-lea. 